# 彼得 (使徒)
彼得（希臘語：Πετρος，天主教译伯多禄或伯鐸，東正教中文译裴特若，唐朝景教譯岑穩僧伽法王，1年—67年6月29日），基督教奠基者耶稣的十二使徒之一，其兄弟安得烈也是十二使徒之一。為初代教会的核心人物之一，在耶穌過世後，被稱為教會的基石。新约圣经中有兩篇書信被認為是他的作品，另外，撰写马可福音的马可是他的门徒。
歷史悠久的基督教會均尊崇彼得為主要聖人、羅馬教會及安提约基雅教會的創始人，但對其繼承者的權威態度有所不同。天主教会认为他建立了罗马教会，是罗马教会的第一位主教，也就是追認他為天主教会第一任教宗。新教则认为這個說法沒有證據。
按照《新约圣经》记载，彼得是加利利海边的一位渔夫，由兄弟安德肋带领认识耶稣。他开始跟随耶稣，承認耶稣是神之子，是耶稣最亲近的门徒之一，耶穌曾說將天國之鑰給予彼得，故彼得被尊為「第一門徒」，且四福音中对十二门徒的记载，也以彼得最多。耶稣被捕以后，他失去信心，别人问他是否是耶稣的门徒，他三次否认，正如耶稣预言的一样。耶稣复活以后，他重新坚定信心。耶稣升天以后，他开始讲道，传讲福音，他大傳耶稣是救世主、也就是彌賽亞，也就是基督的好消息，并成為基督教会的領導人。
按照教会传统说法，他后来在尼禄迫害基督教的时候，到了罗马傳福音。不久之後殉道。據《彼得行传》记载，官府應他的要求將其倒釘十字架而死；因为他认为自己不配像耶稣一样端正地钉十字架。

## 名稱
彼得的本名，「西門」或譯「西滿」（Simōn），是一個希臘名字，在希臘文中，意思是扁鼻子（flat-nosed）。英文的西蒙（Simon）源自於這個希臘姓名。在公元1世紀時，這是在羅馬帝國猶太行省最普遍的男孩名字。在使徒行傳與彼得書信，將他的名字拼為西緬（Simeon），這是一個希伯來名字，在希伯來文中，意思是聽到，聆聽。這個名稱的差異，可能來自當時的習俗，當時猶太人會用聖經中著名的人物，來當成男孩子的名字，同時會幫他取一個希臘或羅馬名字，這個名字的發音會很接近他的希伯來名字。
在成為耶穌門徒後，耶穌給他一個名字，叫磯法（Cephas，/ˈsiːfəs/，天主教會譯為刻法），這個名字來自亞蘭文，Kepha。在聖經翻譯成希臘文時，他的名字大部份被保持為Cephas（希臘語：Κηφᾶς），但也有被拼為，Petros，這個單字在拉丁文及希臘文中都是石頭的意思，加上陽性詞尾而構成。新教從英文翻譯成「彼得」（英語：Peter），這是由拉丁文譯來，而天主教是從拉丁文翻譯成「伯多祿」、「伯鐸」。
亞蘭文，Kepha的確定意思不明，根據新約聖經，是磐石（crag），岩石（rock），或是小石頭（stone）的意思。也有學者認為，應該是珍貴的石頭（precious stone），寶石（jewel），或是雕刻好的石頭（hewn stone）的意思。
在新約聖經中，稱他是西門·彼得或譯西滿·伯多祿（Símon Pétros）的段落共出現19次，在敍利亞文獻中也有用這個名字來稱呼他。

## 生平
按照《新约圣经》，彼得生平如下

### 跟随耶稣
彼得生於伯赛大，是加利利海边的渔夫。他的父親名叫約拿（Jonah）或是約翰（John），他本名是西門，約拿之子（羅馬化：Šim‘ōn bar-Yōnā Matthew 16:17）。
他的兄弟安得烈是最早跟从耶稣的，他带领彼得跟从了耶稣。
约翰同两个门徒站在那里。他见耶稣行走，就说：「看哪，这是神的羔羊！」 两个门徒听见他的话，就跟从了耶稣。 ...听见约翰的话跟从耶稣的那两个人，一个是西门彼得的兄弟安得烈。他先找着自己的哥哥西门，对他说：「我们遇见弥赛亚了。」（弥赛亚翻出来就是基督。） 于是领他去见耶稣。耶稣看着他，说：「你是约翰的儿子西门，你要称为矶法。」（矶法翻譯出来就是彼得。） (约翰福音1:35-37，40-42)

### 亲密门徒
耶稣设立了十二个使徒，“要他们常和自己同在，也要差他们去传道，并给他们权柄赶鬼”（马可福音3:14），“这十二使徒的名，头一个叫西门，又称彼得”（马太福音10:2）。彼得与耶稣有特别亲密的关系，福音书里面记载得最多的门徒就是彼得。以下这段记载特别重要，天主教认为彼得得到了天国的钥匙，也就是一种特别的属灵权柄，这就是教宗和天主教会的权柄的来源。也因此，天主教認為耶穌將領導與管理教會的權力賜予彼得，意即彼得在耶穌旨意下擔任教會領袖，而耶穌賜予彼得的兩把鑰匙也成為歷任教宗代代相傳的寶物，於現代亦被融入於梵蒂岡城國國徽與教宗們的牧徽中做為設計元素。所以，根據天主教傳統，彼得被公認為教會建立以來首任教宗。基督新教則认为耶稣基督是教会的唯一的头和唯一的磐石，所有信徒人人皆祭司，都有属灵的权柄，須恪守神旨，彼此服事、彼此顺服。
耶稣到了凯撒利亚腓立比的境内，就问门徒说：「人说我人子是谁？」 他们说：「有人说是施洗的约翰；有人说是以利亚；又有人说是耶利米或是先知裡的一位。」 耶稣说：「你们说我是谁？」 西门彼得回答说：「你是基督，是永生神的儿子。」 耶稣对他说：「西门巴约拿，你是有福的！因为这不是属血肉的指示你的，乃是我在天上的父指示的。 我还告诉你，你是彼得，我要把我的教会建造在这磐石上；阴间的权柄不能胜过他。 我要把天国的钥匙给你，凡你在地上所捆绑的，在天上也要捆绑；凡你在地上所释放的，在天上也要释放。」（马太福音16:13-19） 

### 信心重建

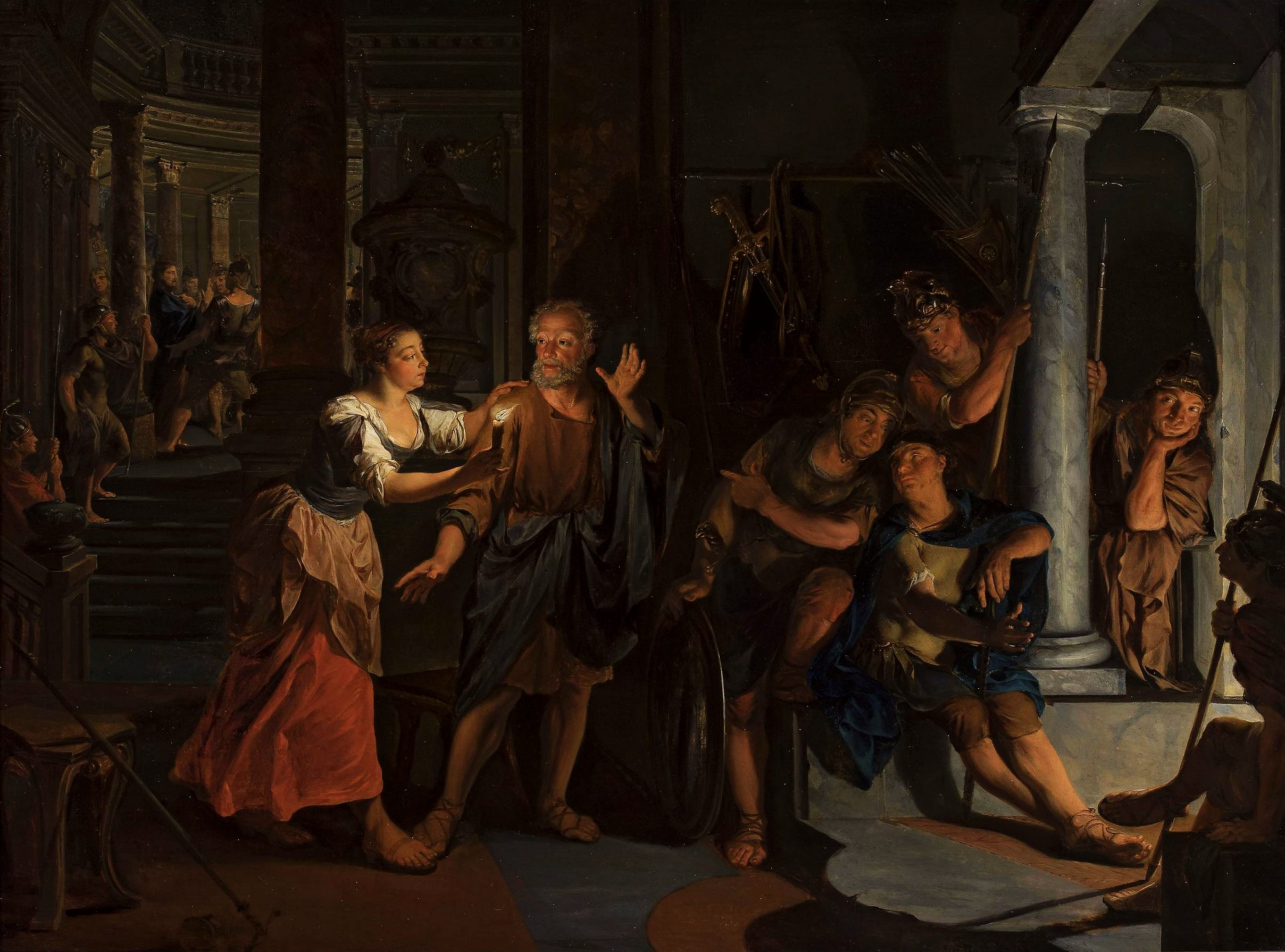
彼得三次不认主，Nikolaus Knüpfer (1640年繪)

《新約聖經》记载耶稣曾在被捕之前预言，彼得会在雞鳴破曉以前连续三次不肯承认认识他。结果，他在耶稣被大祭司审讯时因为害怕，果然三次不肯承认与耶稣的師徒關係。彼得想起耶稣所说的话，就开始大哭。后来耶稣复活以后，他的信心得到重建，耶稣特别嘱咐彼得“牧养我的羊”，并预言他将来会被监禁。

### 带领教会
在耶稣复活又升天以后，彼得成为门徒中的领导，开始建立教会。彼得、约翰与主的兄弟雅各，被称为教会的三大柱石。
彼得是保罗在教会中最初的支持者，他们彼此都很支持。保罗的主要事工对象是羅馬帝國境內的外邦人，就是非犹太人，使基督教得以在羅馬帝國中傳播。彼得的主要事工對象可能是犹太人。保罗曾经直言不讳地批评过彼得「在守割禮的犹太人面前『装假』」，但彼得在去世前不久的书信中仍然非常推崇保罗。

### 遺骨發現
1939年，羅馬教廷例行整修聖伯多祿大殿的時候，工人在大殿的墓地下面發現了一個骨灰盒，上面有「伯多祿在此」等幾個希臘字。經考古學家瓜杜齊檢驗以後發現，這九塊骨頭是一名六十多歲男性留下的，而且這名男性穿著紫色鑲金邊的壽衣，他稱遺骨很可能是聖伯多祿的。不過考古學界主流聲音都對此重大發現存疑。
2013年11月24日，教宗方濟各在聖伯多祿廣場舉行「信德年」的結束彌撒，並首度公開陳列聖伯多祿遺骨。方濟各在彌撒開始前，先在銅盒前禱告，然後再以香為遺骨祈福。方濟各當著數千信徒的面，捧著裝著遺骨的匣子，親吻了匣子，然後把匣子放在聖壇旁邊。在彌撒進行期間，刻有聖伯多祿海中撒網圖案的銅盒，一直都打開。這是聖座首次公開展示聖伯多祿的遺骨。在此之前，從未有任何一位教宗宣稱此為聖伯多祿之遺骨。

## 著作
《新约圣经》中有两封书信（彼得前书/伯多禄前书和彼得后书/伯多禄后书）在基督教传统中被认为是彼得所作。现代多数学者则否认了彼得为这两封书信的作者。在书信中，当时彼得和教会据称受到极大逼迫，他勉励基督徒在苦难中要靠主喜乐，仰望神的日子来到。
亲爱的弟兄啊，有火炼的试验临到你们，不要以为奇怪（似乎是遭遇非常的事），倒要欢喜；因为你们是与基督一同受苦，使你们在他荣耀显现的时候，也可以欢喜快乐。 （彼得前书4:12-13） 
写马可福音的马可也是他亲密的门徒。彼得的天主教瞻礼日为6月29日，与圣保禄/圣保罗瞻礼联合庆祝。